# Чесапик-Сити (Мэриленд)
Чесапик-Сити (англ. Chesapeake City) — город в США, в округе Сесил штата Мэриленд. Население — 736 человек (2020).

## География

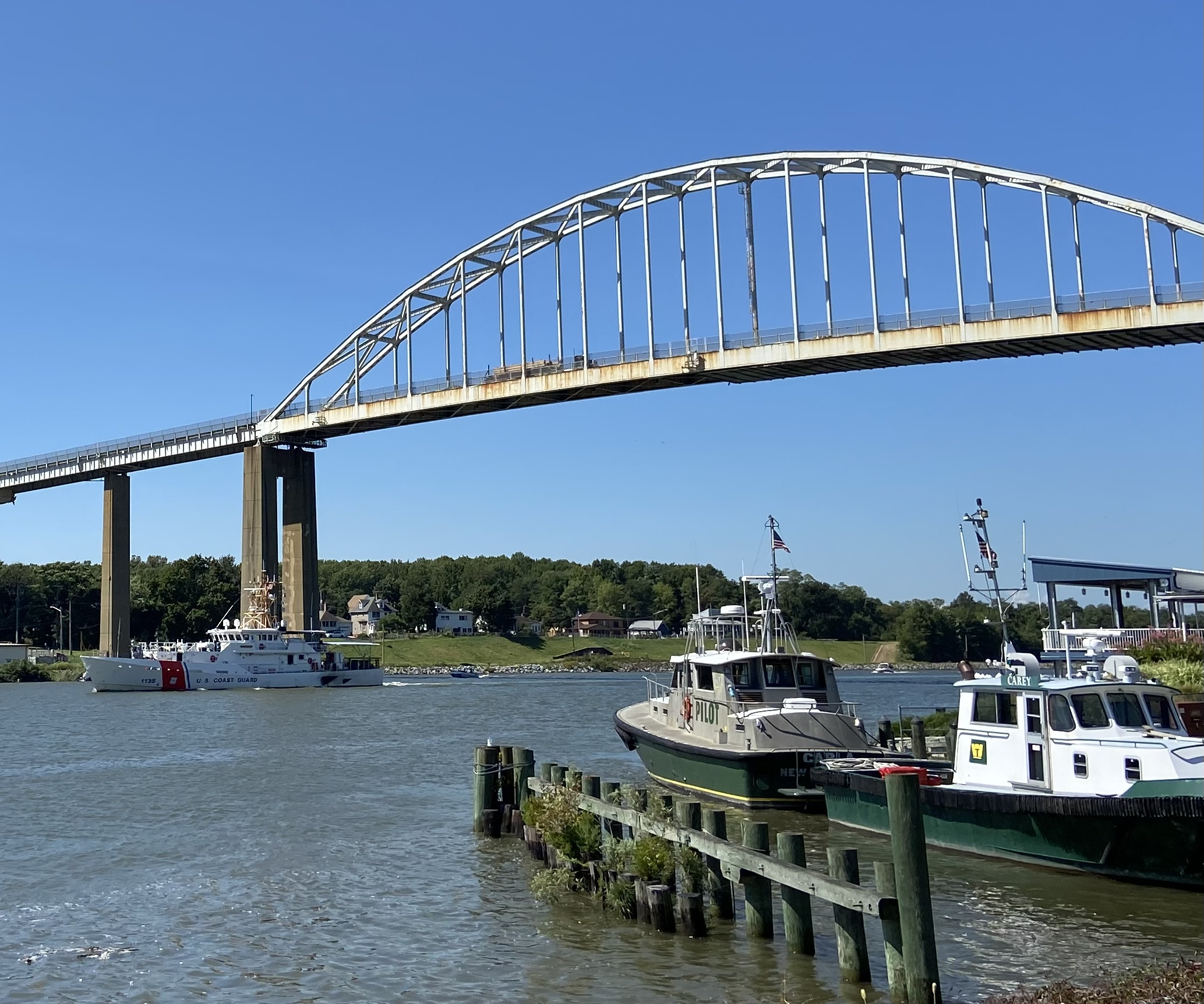
Мост Чесапик-Сити

По данным Бюро переписи населения США в 2010 году город имел площадь 1,78 км², из которых 1,30 км² — сушу и 0,48 км² — водоемы. В 2017 году площадь составляла 0,69 квадратной мили (1,79 км2).

## Демография
| Год переписи                          | Нас. |  | %±     |
| ------------------------------------- | ---- |  | ------ |
| 1850                                  | 423  |  | —      |
| 1870                                  | 1008 |  | 138,3% |
| 1880                                  | 1402 |  | 39,1%  |
| 1890                                  | 1155 |  | −17,6% |
| 1900                                  | 1172 |  | 1,5%   |
| 1910                                  | 1016 |  | −13,3% |
| 1920                                  | 958  |  | −5,7%  |
| 1930                                  | 1016 |  | 6,1%   |
| 1940                                  | 1094 |  | 7,7%   |
| 1950                                  | 1154 |  | 5,5%   |
| 1960                                  | 1104 |  | −4,3%  |
| 1970                                  | 1031 |  | −6,6%  |
| 1980                                  | 899  |  | −12,8% |
| 1990                                  | 735  |  | −18,2% |
| 2000                                  | 787  |  | 7,1%   |
| 2010                                  | 673  |  | −14,5% |
| 2020                                  | 736  |  | 9,4%   |
| 1850–2020 Десятилетняя перепись в США |      |  |        |

### Перепись 2010 года
По данным переписи 2010 года в городе проживало 673 человека, 335 домохозяйств и 177 семей. Плотность населения составляла 1346,0 жителей на квадратную милю (519,7/км²). Было 390 единиц жилья со средней плотностью 780,0 на квадратную милю (301,2/км²). Расовый состав города был следующим: 96,6 % белых, 2,4 % афроамериканцев, 0,1 % коренных американцев, 0,4 % азиатов, 0,1 % представителей других рас и 0,3 % представителей двух или более рас. Испаноязычные или латиноамериканцы любой расы составляли 2,8 % населения.
Было 335 домохозяйств, из которых 20,6 % имели детей в возрасте до 18 лет, проживающих с ними, 40,0 % были супружескими парами, живущими вместе, 9,6 % имели женщину-домохозяйку без мужа, 3,3 % имели мужчину-домохозяйку без жены, и 47,2 % не имели семьи. 39,7 % всех домохозяйств состояли из отдельных лиц, и 15,5 % имели кого-то, живущего в одиночестве в возрасте 65 лет или старше. Средний размер домохозяйства составил 2,01, а средний размер семьи — 2,67.
Средний возраст жителей города составил 47,9 лет. 15 % жителей были моложе 18 лет; 7,5 % были в возрасте от 18 до 24 лет; 22 % были в возрасте от 25 до 44 лет; 35,5 % были в возрасте от 45 до 64 лет и 20,1 % были в возрасте 65 лет и старше. Гендерный состав города был следующим: 44,9 % мужчин и 55,1 % женщин.

### Перепись 2000 года
По данным переписи 2000 года в городе проживало 787 человек, 330 домохозяйств и 228 семей. Плотность населения составляла 1393,1 жителей на квадратную милю (537,9/км²). Было 371 единиц жилья со средней плотностью 656,7 на квадратную милю (253,6/км²). Расовый состав города был следующим: 94,92 % белых, 3,56 % афроамериканцев, 0,25 % коренных американцев, 0,38 % азиатов, 0,51 % представителей других рас и 0,38 % представителей двух или более рас. Испаноязычные или латиноамериканцы любой расы составляли 0,76 % населения.
Было 330 домохозяйств, из которых 27,9 % имели детей в возрасте до 18 лет, проживающих с ними, 51,8 % были супружескими парами, живущими вместе, 12,4 % имели женщину-домохозяйку без мужей, и 30,9 % не имели семьи. 24,2 % всех домохозяйств состояли из отдельных лиц, и 11,8 % имели кого-то, живущего в одиночестве, в возрасте 65 лет или старше. Средний размер домохозяйства составил 2,38, а средний размер семьи — 2,79.
В городе население было распределено равномерно: 21,7 % моложе 18 лет, 6,1 % от 18 до 24 лет, 27,8 % от 25 до 44 лет, 27,7 % от 45 до 64 лет и 16,6 % были в возрасте 65 лет и старше. Средний возраст составлял 40 лет. На каждые 100 женщин приходилось 84,3 мужчин. На каждые 100 женщин в возрасте 18 лет и старше приходилось 88,4 мужчин.
Средний доход домохозяйства в городе составил $46 917, а средний доход семьи — $52 813. Средний доход мужчин составил $35 250, а женщин — $26 471. Доход на душу населения в городе составил $21 621. Около 5,2 % семей и 6,2 % населения находились за чертой бедности, в том числе 12,7 % из них моложе 18 лет и 2,3 % из них старше 65 лет.

## Траспорт

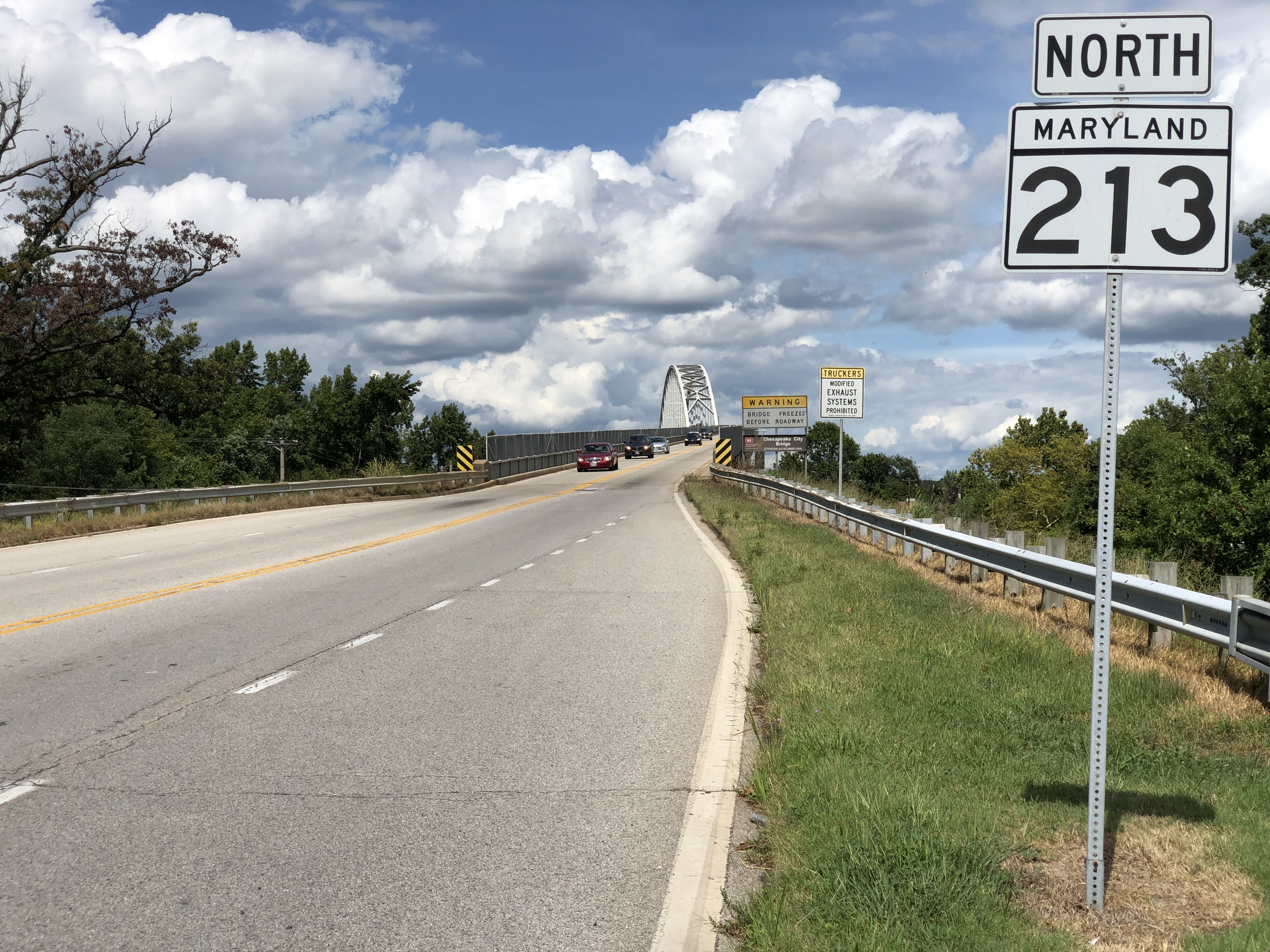
MD 213 в северном направлении прямо перед мостом Чесапик-Сити

Основным способом передвижения в город и из города является автомобильный транспорт. Maryland Route 213 является главной автомагистралью, обслуживающей Чесапик-Сити, соединяющей две половины города через мост Chesapeake City Bridge. MD 213 простирается на север к Элктону и на юг к Сесилтону. Другие государственные автомагистрали, обслуживающие город, включают Maryland Route 284, Maryland Route 285, Maryland Route 286, Maryland Route 342 и Maryland Route 537.